# Engel

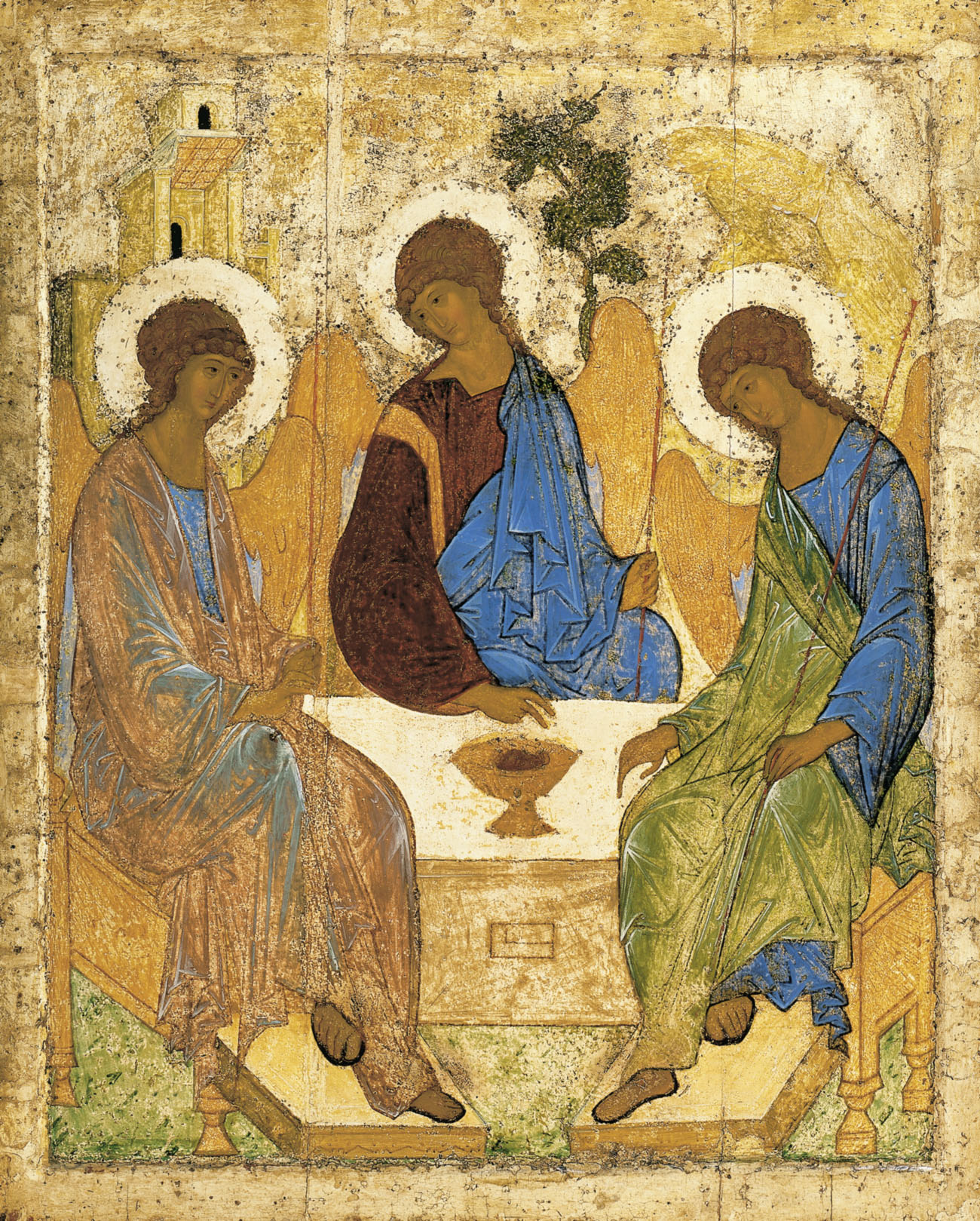
Andrei Rubljows Dreifaltigkeitsikone Troiza – Abrahams Gastmahl mit den drei Engeln in Mamre (um 1425)

Als Engel wird in der Religionswissenschaft ein Zwischenwesen zwischen Gott und Mensch bezeichnet. Die monotheistischen abrahamitischen Religionen Judentum, Christentum und Islam kennen Engel als Geistwesen in (geflügelter) Menschengestalt, die von Gott erschaffen wurden und ihm untergeordnet sind. Sie gelten als Gottes Boten an die Menschen.
Quellen für die Lehre von den Engeln, ihrer Funktion und Ordnung sind die autoritativen Schriften der jeweiligen Religionen:
- im Judentum der Tanach,
- im Christentum die Bibel aus Altem Testament (dessen Umfang je nach Konfession unterschiedlich ist) und Neuem Testament,
- im Islam der Koran.

Außerdem bereichern Heiligenlegenden, Homilien, Wundergeschichten und volkstümliches Erzählgut wie Sagen und Märchen die Vorstellungen von Engeln. Verbreitet sind diese auch in der Esoterik.
Manchmal werden auch in polytheistischen Religionen gottgleiche, aber nicht göttliche Wesen, die das Überirdische vermitteln können, mit „Engel“ übersetzt oder verglichen, so z. B. Deva sowie andere – flügellose – indische Halbgötter und Gottheiten. Im allgemeinen Sprachgebrauch versteht man unter „Engel“ jedoch Boten des Gottes, der in einer der monotheistischen Weltanschauungen angebetet wird.

## Etymologie
Das deutsche Wort Engel stammt von altgriechisch ἄγγελος (angelos, lat. angelus). In der griechischen Antike bezeichnete es einen Boten oder Gesandten (vgl. die persischen Angaroi), die Bedeutung göttlicher Geistwesen nahm es in der Septuaginta (als Übersetzung für hebr. malaʾkh) und im Neuen Testament an.
Bei der Übersetzung der griechischen Bibel in die gotische Sprache wurde ángelos im profanen Sinn von „Bote, Gesandter“ durch gotisch airus wiedergegeben, ángelos im Sinn von „Bote Gottes“ aber durch das Fremdwort aggilus. Häufig wird angenommen, dass aggilus im Zuge der gotischen Mission des 5. Jahrhunderts in andere germanische Sprachen gelangte, vgl. althochdeutsch angil, ẹngil, altsächsisch ẹngil. Das Wort gehört demnach zum ältesten christlichen Wortschatz in der deutschen Sprache. Germanisten wie etwa Friedrich Kluge sind für eine direkte Entlehnung des deutschen Wortes aus dem Griechischen und gegen eine Vermittlung als Latinismus.

## Religionsgeschichtlicher Vergleich

### Ugarit
Die ugaritische Sprache ist mit dem Hebräischen verwandt. Hier findet sich mlak als Bezeichnung für Gottheiten, die als Boten eines höheren Gottes auftreten (insbesondere im Ba‘al-Zyklus, 13. Jahrhundert v. Chr.), daneben aber auch als Bezeichnung für Gesandte im profan-politischen Bereich. Es handelt sich um eine Substantivierung (maqtal) der Verbalwurzel l-’-k „senden“.
Die höheren Götter des ugaritischen Pantheons korrespondieren durch göttliche Boten miteinander. So bedient sich Ba’al des Götterpaars Gupan und Ugar als Boten. Ihr Auftritt folgt einem Schema: sie werden vom Auftraggeber entsandt, machen eine weite Reise, treffen begleitet von Licht- und Feuer-Phänomenen beim Empfänger ein und huldigen ihm. Sie liefern ihre Botschaft ab und kehren mit der Antwort zurück.

### Mesopotamien

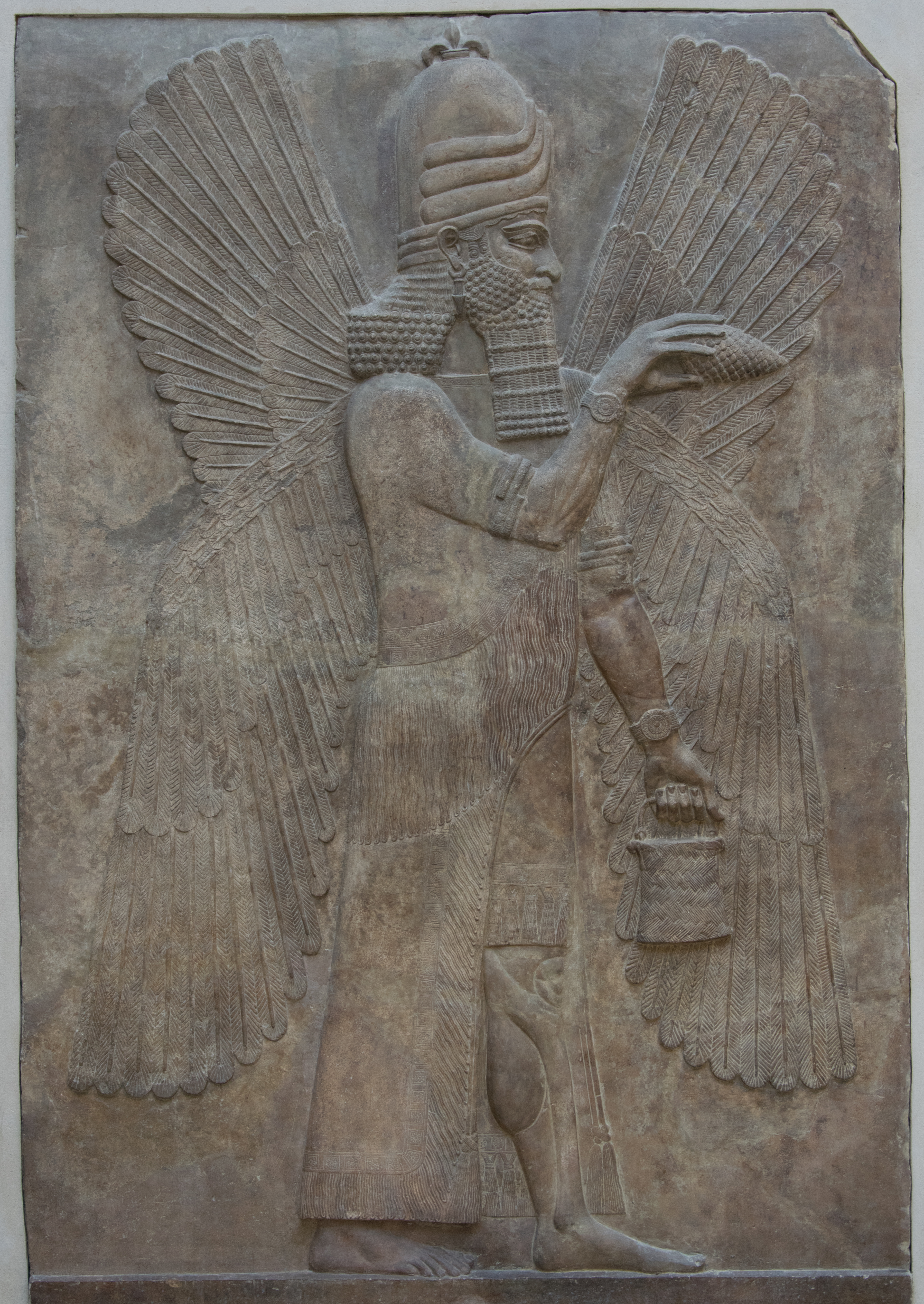
Vierflügliger assyrischer Genius aus dem Palast von Dur Šarrukin, um 710 v. Chr. (Irakisches Nationalmuseum Bagdad)

Auch in anderen Sprachen des syrisch-mesopotamischen Raums, wie Sumerisch und Akkadisch, werden menschliche und göttliche Boten mit dem gleichen Lexem bezeichnet. Die Vorstellung, dass höhere Götter sich niedrigerer Gottheiten als Boten bedienen, findet sich mehrfach. Letztere werden in der Fachliteratur als Dämonen (im Sinne von: übernatürliche Wesen) bezeichnet. Je nach Art ihres Auftrags wurden sie als „gut“ oder „böse“ qualifiziert. Die Ikonographie stellte sie als Mischwesen dar, die nach Menschenart auf zwei Beinen gehen, im Gegensatz zu Mischwesen, die sich wie Tiere auf allen Vieren fortbewegen. Eine Sonderform anthropomorpher niederer Gottheiten mit vier oder zwei Flügeln werden als Genien bezeichnet.
Dem Konzept des Schutzengels ähneln die ilu/ištaru, von denen man annahm, dass jeder Mensch von einem solchen persönlichen Schutzgott behütet wurde - falls dieser nicht erzürnt wurde und sich gegen seinen Schützling wandte oder ihn ohne übernatürlichen Beistand seinem Schicksal überließ.

### Iranische Religion
Während die Konzepte von Götterboten und himmlischem Hofstaat der Hochgötter im Alten Orient weit verbreitet sind, geht die von Zarathustra reformierte iranische Religion (Zoroastrismus) darüber hinaus, indem sie eine Hierarchie der Mittlerwesen lehrt:
- Amesha spenta „unsterbliche Heilige“ namens Guter Sinn, Wahrheit, Rechtsherrschaft, Maßgesinnung, Gesundheit und Unsterblichkeit: sie gelten als Manifestationen und Offenbarungsträger des Gottes Ahura Mazda;
- Niedrigere Geistwesen, darunter fravashi (individuelle Schutzengel) und daênâ (ein durch individuelle Frömmigkeit hervorgebrachtes feminines Geistwesen, das den Gerechten nach seinem Tod über die Činwad-Brücke ins Jenseits geleitet[7]).

Der Engelhierarchie unter Ahura Mazda entspricht eine Hierarchie von Dämonen unter der Herrschaft seines Widersachers Angra Mainyu.
Religionswissenschaftler nehmen an, dass die iranische Angelologie und Dämonologie das Judentum und später (teils vermittelt über Judentum und Christentum, teils durch direkten Kontakt nach der Eroberung des Iran) den Islam beeinflussten. Bezüglich des Judentums lässt sich feststellen, dass das Interesse an Engeln und Dämonen unter persischer Herrschaft zunahm und diese auch in Hierarchien geordnet wurden. Der Einfluss iranischer Vorstellungen auf das nachexilische Judentum ist indes umstritten, da neben Ähnlichkeiten wie dem Engel- und Dämonenglauben auch Unterschiede zu konstatieren sind. Das deuterokanonische Buch Tobit enthält einen Hinweis auf kulturelle Kontakte, denn es bezeugt eine jüdische Gemeinde in Rages, einem Zentrum des Zoroastrismus.

### Griechische und römische Antike

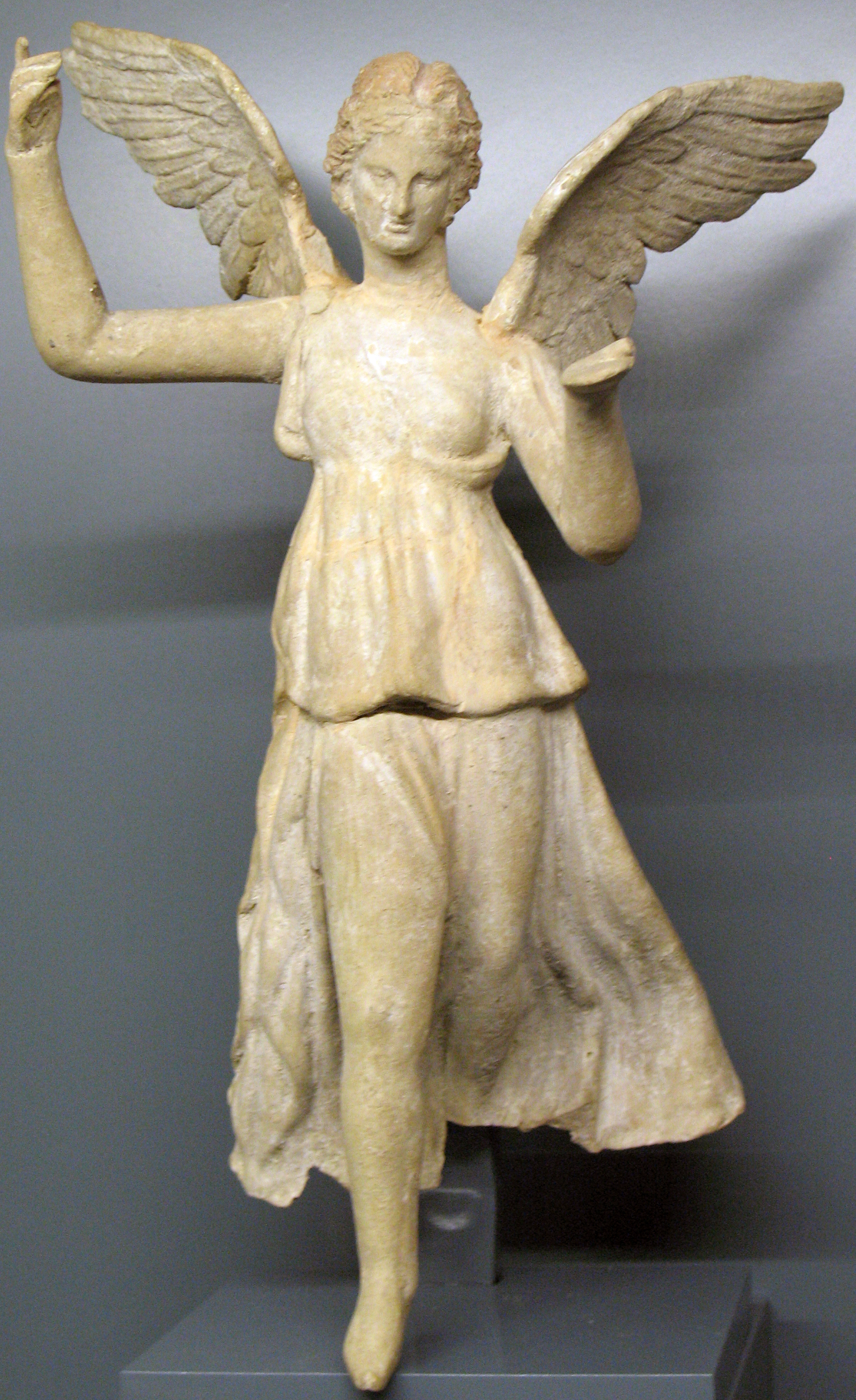
Nike, 2.–1. Jahrhundert v. Chr.

In der griechischen Mythologie treten die Daimones als persönliche Schutzgeister und Vermittler zwischen Göttern und Menschen auf. Laut Hesiod gingen sie aus den Seelen der Menschen des Goldenen Zeitalters hervor. Dem griechischen Daimon entspricht der römische Genius, der auch geflügelt dargestellt werden kann. Aber auch die Götter selbst greifen in das Leben der Menschen ein oder senden den Götterboten Hermes-Mercurius, der als Attribute geflügelte Schuhe und Hut trägt. Mit der Auseinandersetzung Griechenlands mit orientalischer, vor allem persischer Kultur ging die Vorstellung einer mit Vogelschwingen geflügelten Siegesgöttin Nike in den Olymp ein. Als Victoria gelangte sie auch in den römischen Kulturkreis und wurde in späterer Zeit zum Siegesengel mit Siegeskranz und Palmenzweig stilisiert.
Die Verehrung von ángeloi als Mittler zwischen himmlischer und irdischer Welt war in der Römischen Kaiserzeit auch außerhalb von Judentum und Christentum bekannt. Verschiedene lokale Kulte des Zeus Hypsistos, des phrygischen Men, der kleinasiatischen Doppelgottheit Hosios und Dikaios, des Allsehenden Aethers und der nabatäischen Gottheit Ilaalge beinhalteten die Anrufung ihrer jeweiligen ángeloi im Gebet. Weihinschriften zeigen, dass die Verehrung der ángeloi populär war und ungeachtet der verschiedenen lokalen Hintergründe ein gemeinsames religiöses Vokabular dafür bestand. Einerseits beeinflusste der pagane Engelkult die christliche Engelverehrung in der nachkonstantinischen Zeit, andererseits waren christliche Theologen dadurch herausgefordert, zwischen akzeptablen und nicht akzeptablen Formen des Engelkults zu unterscheiden.
In der Renaissance setzten Gelehrte wie Marsilio Ficino die antike Überlieferung über Genien/Daimones mit dem christlichen Konzept des Schutzengels in Bezug.

## Engel im Judentum

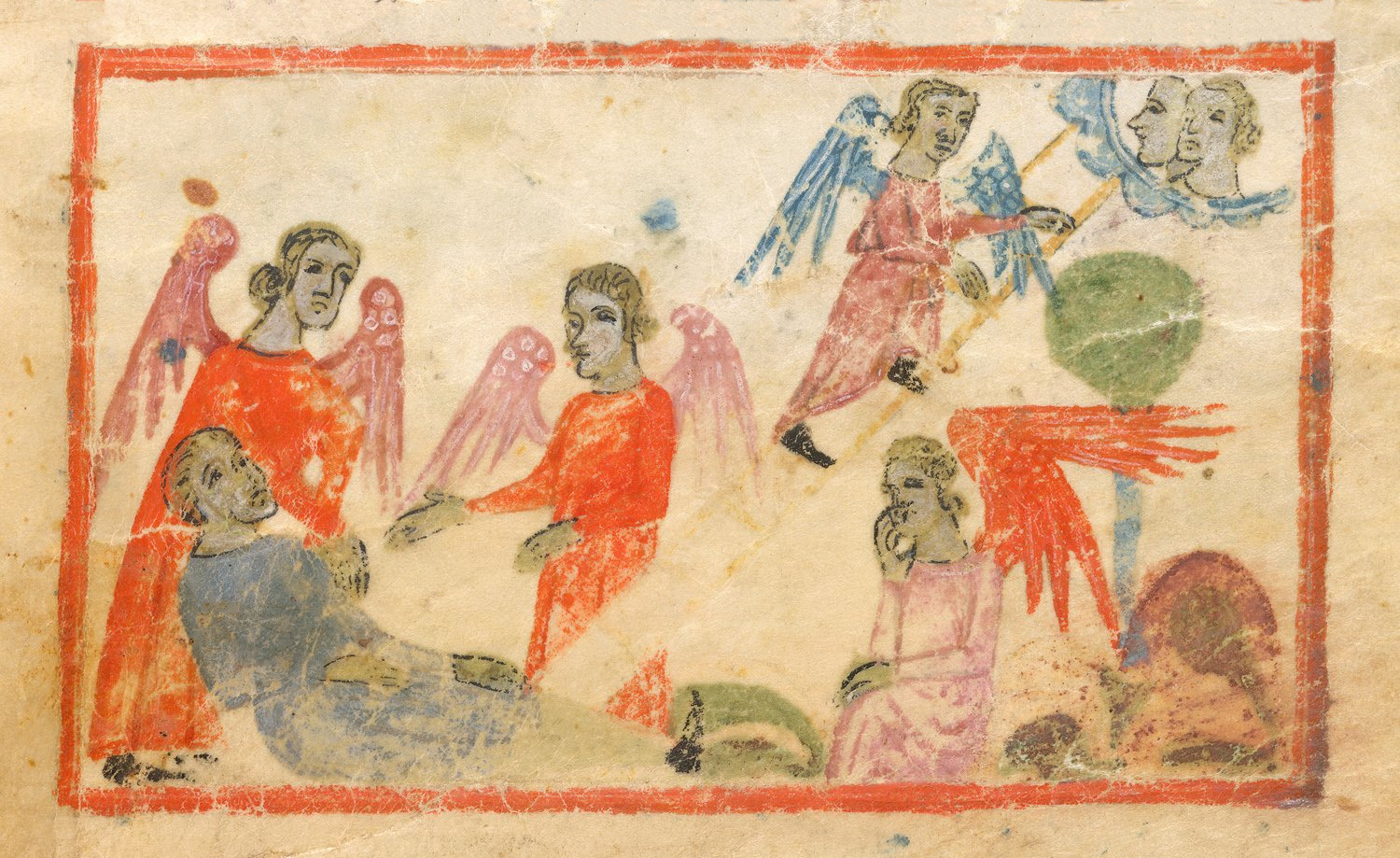
Engel auf der Jakobsleiter (Sister Haggadah, Barcelona 1325/74, British Library)

Das im Tanach häufige Substantiv hebräisch מַלְאׇךְ mal’ākh, Plural mal’ākhîm, bedeutet Bote, Gesandter im profanen und politischen Sinn, im religiösen Sinn Bote Gottes (auch als Offenbarungsmittler, Deuteengel, Bundesengel, Engel des Angesichts), auch schadenbringender Engel (z. B. Todesbote); schließlich können auch die Propheten, die jüdischen Priester und ganz Israel als mal’ākhîm, nämlich Boten Gottes, bezeichnet werden. Im hellenistischen Judentum wurde mal’ākh durch altgriechisch ἄγγελος ángelos übersetzt, das im profanen Bereich „Bote“, „Abgesandter“ bedeutet. Dies kennzeichnet insbesondere die antike jüdische Bibelübersetzung ins Griechische (Septuaginta) und das auf Griechisch verfasste Neue Testament. Die lateinische Bibelübersetzung (Vetus Latina, Vulgata) differenziert zwischen nuntius „Bote, Gesandter“ und angelus „Bote Gottes, Engel“.
Engel, hebräisch מַלְאׇכִים mal’ākhîm „Boten“, werden im Judentum durch Auslegung des Tanach und in langer Tradition meist als übernatürliche Wesen verstanden, die Gott im Himmel zur Seite stehen, aber streng von Gott (JHWH) zu unterscheiden und diesem untergeordnet sind. Sie können gelegentlich ausgewählten Menschen Gottes Willen und seine Anweisungen zu erkennen geben.
Die Engel werden in verschiedene Hierarchien eingeteilt. Ihr Wesen wird oft mit „Feuer“ in Verbindung gebracht, der Talmud beschreibt ihr „wahres Wesen als Feuer“.
Sie stehen in der jüdischen Tradition auch unter den Menschen, da sie keinen eigenen Willen haben und jeweils nur einen göttlichen Befehl auszuführen imstande sind. Gleichwohl sind sie mächtig, je nach Gottes Entscheidung sichtbar oder unsichtbar und in der Lage, Menschen zu töten. So beschreibt es zum Beispiel die Geschichte Bileams in Num 22,22–35 . Auffällig ist in diesem Zusammenhang, dass der Engel auf das Geheiß Gottes hin zwar unabhängig von Gott agiert, aber vollständig stellvertretend für Gott steht und redet.
Die Erscheinung von Engeln spielt schon in der Überlieferung der frühen Geschichte des Volkes Israel eine große Rolle. Verständnis von Engeln zieht mit der Tradition und geht in die anderen abrahamitischen Religionen ein. Jedoch wird im jüdischen Glauben an himmlisch-englische Wesen die komplexe Erklärung ihrer geistig-spirituellen Welt nicht durch ein genau zu definierendes Ordnungsschema regiert, wie es z. B. dann die Angelologie des frühen Christentums aufzubauen sucht.
Die Engel haben gemäß dem rabbinischen Judentum keinen Leib, sondern sind ewiglebende und aus Feuer erschaffene Geschöpfe und treten in Midraschim gelegentlich als Konkurrenz zum Menschen auf. Die himmlischen Wesen, streng den Gesetzen Gottes folgend, werden eifersüchtig auf die Zuneigung Gottes gegenüber den Menschen. Der Mensch werde durch das Befolgen der Tora, im Gebet, dem Widerstehen des bösen Triebes (jetzer ha-rah) und durch Teschuba, den ohnehin schon makellosen Engeln, bevorzugt. Dadurch stehen sie in der jüdischen Tradition auch unter den Menschen. Im Midrasch wird der in Genesis verwendete Plural in Bezug zur Erschaffung der Menschen durch die Anwesenheit von Engeln erklärt: Gott habe sich demnach mit den Engeln beraten, doch abschließend allein entschieden. Die Geschichte diene dem Menschen als Vorbild, auch der Mächtige solle sich mit den Schwachen beraten. Gottes eigene Entscheidung stellt dabei Gottes alleinige Allmacht dar.

## Engel im Christentum

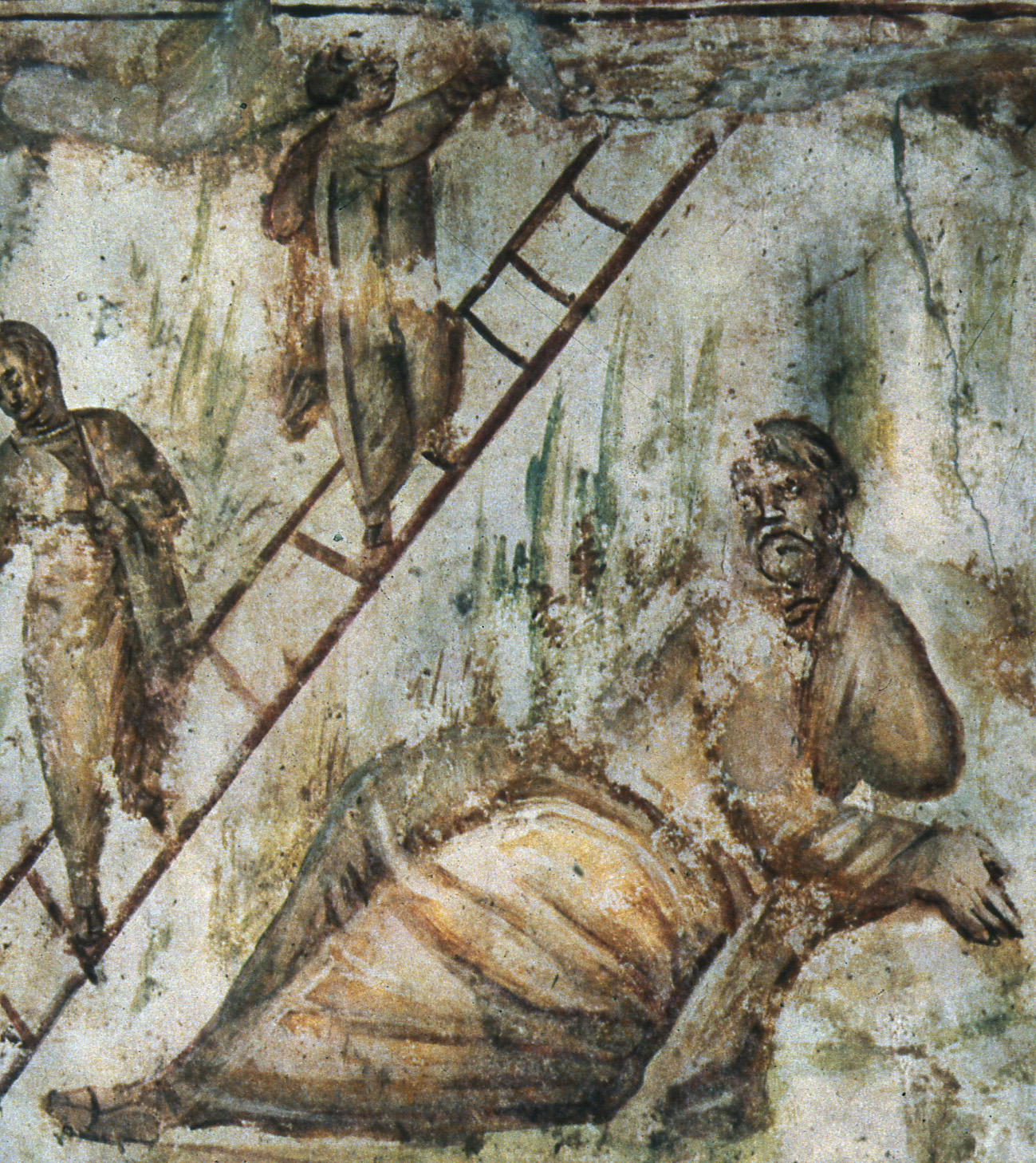
Frühchristliche Engeldarstellung ohne Flügel (Jakobsleiter, Katakombe an der Via Latina, Rom)

Engel hatten im Christentum von jeher eine hohe Bedeutung. In der Engellehre des Pseudo-Dionysius Areopagita spielt die hierarchische Ordnung der Engel eine große Rolle. Thomas von Aquin hat in seiner Summa Theologiae die Engellehre umfassend ausgeführt. Nach Thomas sind Engel immaterielle Wesen, sie bestehen aus reiner Form und besitzen keine Materie. Der Kirchenlehrer Augustinus unterscheidet zwischen dem Wesen und der Aufgabe der Engel als Boten: „'Engel‘ bezeichnet das Amt, nicht die Natur. Fragst du nach seiner Natur, so ist er ein Geist; fragst du nach dem Amt, so ist er ein Engel: seinem Wesen nach ist er ein Geist, seinem Handeln nach ein Engel.“
Während die Engel in der Lateinischen Kirche und den orthodoxen Kirchen verehrt werden, stehen – abgesehen etwa von der, zwar keine Verehrung, aber ehrende Wertschätzung formuliert habenden, protestantischen Freikirche der Siebenten-Tags-Adventisten – die reformierten Kirchen der Engellehre skeptisch bis ablehnend gegenüber. In den lutherischen Kirchen, insbesondere in der Selbständigen Evangelisch-Lutherischen Kirche, wird aber der Gedenktag des Erzengels Michael und aller Engel gottesdienstlich begangen. Zudem enthält die evangelisch-lutherische Kirchenagende eine eigene Präfation für diesen Gedenktag. In der hochkirchlichen Bewegung zeigt sich ein verstärktes Interesse an der Thematik.
Es gibt verschiedene Erzengel und Engel, neben dem Erzengel Michael, der die Heere des Herrn anführt, die Erzengel Gabriel, den Botschafter Gottes, Raphael und Uriel. Verschiedene Quellen berichten zudem von weiteren Erzengeln.

### Katholische Kirche
Der Katechismus der Katholischen Kirche ordnet die Engel dem Himmel, also der unsichtbaren, geistigen Sphäre zu, die zusammen mit der sichtbaren, der Welt der Menschen, die gesamte Schöpfung Gottes bildet. Den Engeln als geistigen Wesen wird Verstand und Willen zugeschrieben, sie gelten als personale und unsterbliche Geschöpfe. Sie sind zu freien Entscheidungen fähig, weshalb den gefallenen Engeln, die „Gott und sein Reich von Grund auf und unwiderruflich zurückwiesen“ nicht vergeben werden kann und zwar aufgrund des „unwiderruflichen Charakters ihrer [eigenen] Entscheidung“.
Die Engel sind „Diener und Boten Gottes“, die bei der Verwirklichung des göttlichen Heilsplanes mitwirken, von der Erschaffung der Welt bis zur Wiederkunft Christi und dem Endgericht. Auch jedes Menschenleben sowie die gesamte Kirche begleiten sie als Fürbitter und Helfer auf dem Weg zum Heil. In der Liturgie der Messfeier vereint sich die Kirche mit den Engeln in der Anbetung Gottes.

### Außerkanonische Schriften (Henoch, Tobit)
Beschreibungen von Engeln und Engellehren finden sich auch außerhalb der von jüdischen oder christlichen Autoritäten anerkannten Hauptschriften ihrer Religion. So ist z. B. das Buch Henoch, vermutlich aus dem 3. Jahrhundert vor Christus und eventuell auf älteren Quellen aufbauend, eine Chronik, die ausführlich über eine „Reise durch die zehn Himmel“ und über Engel, ihre Namen, ihre Aufgaben und ihre charakteristischen Eigenschaften berichtet. Die Chroniken von Henoch wurden vom Kirchenvater Hieronymus im 4. Jahrhundert nach Christus zu Apokryphen erklärt und ihnen damit der Rang einer Heiligen Schrift aberkannt. Das deuterokanonische Buch Tobit, das vermutlich aus dem 2. Jahrhundert vor Christus stammt, beschreibt das Wirken des Erzengels Raphael.

### Angelologie

#### Art und Ordnung der Engel

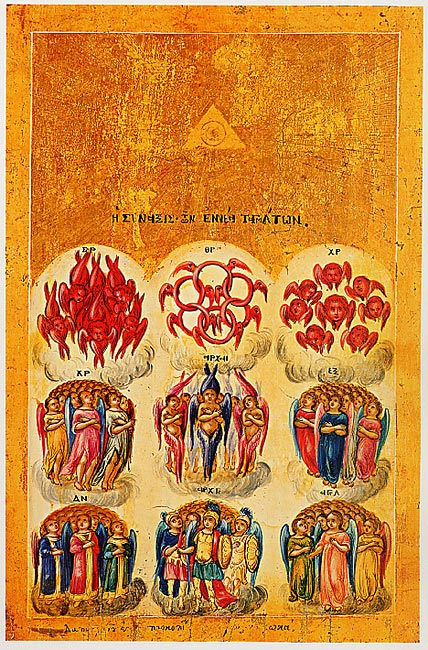
Darstellung der neun Chöre der Engel auf einer griechischen Ikone

Die Bibel erwähnt verschiedene Arten innerhalb der Millionen von Engeln. Sie stehen dort ohne eine klare Hierarchie, jedoch entwickelten Anhänger aller drei abrahamitischen Religionen Varianten von Engelhierarchien. Beherrscht werden die Hierarchien in den monotheistischen Religionen vom Schöpfergott.
Im Mittelalter verbreitete sich ab dem sechsten Jahrhundert die Engellehre (Angelologie) des Pseudo-Dionysius Areopagita. Sie wird unter anderem von Thomas von Aquin in seiner Summa theologica aufgegriffen. Nach Pseudo-Dionysius lassen sich verschiedene Arten von Engeln unterscheiden, die in insgesamt neun Chöre untergliedert sind.

#### Geschlecht der Engel
Oft werden Engel als geschlechtslose Wesen verstanden, obwohl zumindest einige von ihnen als Jünglinge oder junge Männer beschrieben werden, z. B. jene vom leeren Grab Jesu oder auch die in Sodom erscheinenden Engel des Alten Testaments.  Der Auffassung von einer Sexualität der Engel und der auferstandenen Menschen, wie sie die Sadduzäer vermuteten, lässt das Markusevangelium durch Jesus widersprechen: „Wenn nämlich die Menschen von den Toten auferstehen, heiraten sie nicht, noch lassen sie sich heiraten, sondern sind wie Engel im Himmel. Dass aber die Toten auferstehen, habt ihr das nicht im Buch des Mose gelesen, in der Geschichte vom Dornbusch, in der Gott zu Mose spricht: Ich bin der Gott Abrahams, der Gott Isaaks und der Gott Jakobs? Er ist kein Gott von Toten, sondern von Lebenden. Ihr irrt euch sehr.“ (Mk 12,25–27 )

#### Angelologie in moderner Theologie
Die traditionelle dogmatische Disziplin der Lehre von den Engeln (Angelologie) findet heute meist wenig Beachtung. Im 20. Jahrhundert äußerten sich zum Thema u. a. Karl Barth, Karl Rahner, Leo Scheffczyk, Ludwig Ott, Herbert Vorgrimler, Thomas Ruster und Johann Evangelist Hafner. Wilfried Härle schließt sich in seiner Dogmatik Claus Westermann an: „Der Engel kommt ins Sein mit seinem Auftrag, er vergeht mit der Erfüllung seines Auftrags, denn seine Existenz ist Botschaft.“

### Glauben
Laut einer Befragung von 1003 Personen in Deutschland im März 2019 glauben 40 Prozent an die Existenz von Engeln. Unter Katholiken (48 Prozent) und Protestanten (43 Prozent) war der Glauben deutlich ausgeprägter als bei Konfessionslosen (26 Prozent), in Westdeutschland ausgeprägter als in Ostdeutschland (41 zu 36 Prozent).

## Engel im Islam

### Grundlagen

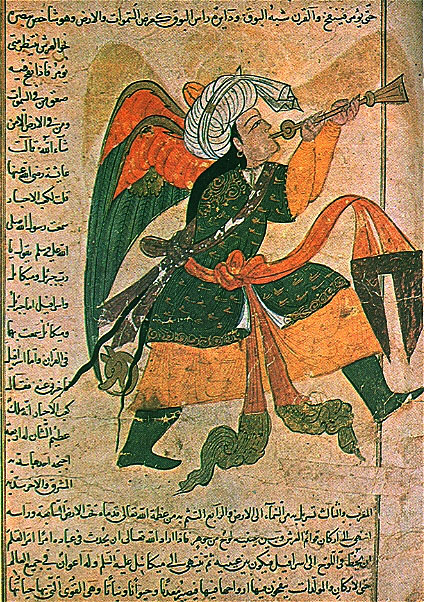
Der Engel Isrāfīl in einer Qazwīnī-Handschrift aus dem 14. Jahrhundert

Der Glaube an Engel (arabisch ملائكة, DMG malāʾika, singular ملك malʾak ) gilt im Islam als verbindlich. So heißt es in Sure 4:136 des Korans: „Wer an Gott, seine Engel, seine Schriften, seine Gesandten und den jüngsten Tag nicht glaubt, ist weit abgeirrt“ (vgl. auch Sure 2:177). Die Engel, aus Licht oder Feuer geschaffen, werden im Koran wiederholt als „Diener Gottes“ bezeichnet (z. B. Sure 43:19, Sure 21:36), sie sind aber auch die Boten Gottes, die nach seinem Befehl handeln (Sure 21:26). Eine der wichtigsten Aufgaben der Engel ist die Vermittlung der Offenbarung an die Propheten (Sure 16:2). Außerdem schützen sie die Menschen (Sure 50:17). Da der Koran an zahlreichen Stellen ohne weitere Erklärung von Engeln spricht, wird angenommen, dass Mohammeds Publikum mit diesem Konzept bereits vertraut war. Der Engelsglaube gelangte wahrscheinlich durch die jüdisch-christliche Tradition nach Arabien. Das Wort malʾak soll aus dem Äthiopischen ins Arabische entlehnt worden sein. Der in Arabien bereits vorhandene Glaube an die Dschinn erleichterte wahrscheinlich die Übernahme des Engelsglaubens. Laut dem Koran sind die Engel in vorislamischer Zeit als Töchter Gottes angesehen und angebetet worden, was auch in Bezug auf al-Lāt, al-ʿUzzā und Manāt erwähnt wird. Die Vorstellung, dass Gott die Engel als weibliche Wesen erschaffen und Töchter gezeugt habe, wird im Koran jedoch zurückgewiesen.
Zu den Engeln, die namentlich im Koran erwähnt werden, gehören Gabriel, der den Propheten die Offenbarungen Gottes übermittelt, und Michael (Sure 2:98–99). Isrāfīl wird nicht im Koran genannt, aber die islamische Tradition schreibt ihm die Aufgabe zu, mit einem Posaunenstoß das endzeitliche Gericht anzukündigen. Darüber wird im Koran (Sure 32:11) ein Todesengel erwähnt, dem die Tradition den Namen Izra'īl gibt. Nach der islamischen Tradition haben die beiden Grabesengel Munkar und Nakīr die Aufgabe, den Menschen kurz nach seiner Grablegung auf seinen Glauben hin zu prüfen. Darüber hinaus erwähnt der Koran namentlich nicht näher bezeichnete Engel, wie die Wächter über Paradies und Hölle und die acht Engel, die den Thron Gottes tragen (Sure 40:7, Sure 69:17).
In der nachkoranischen Tradition werden von mehreren Autoren wie in den anderen abrahamitischen Religionen vier den Thron Gottes tragende Engel oder Cherubim überliefert, deren Unterschiedlichkeit betont wird. Laut at-Tabarī (839–923) stehen sie für die Elemente Wasser, Himmel, Erde und Winde, während sie Sibt Ibn al-Dschauzi (1185–1256) zufolge aus Licht, Feuer, Erde und Erbarmen bestehen.
Engel begleiten die Menschen als Schutz- oder Schreiberengel. In diesem Zusammenhang spielen die islamischen Reinigungsrituale eine wichtige Rolle, denn im Zustand ritueller Unreinheit schrecken die Engel vor den Menschen zurück und kommen nicht ihren Aufgaben nach. Eine Hadith spezifiziert, dass jener Engel, welcher die schlechten Taten vermerke, von der rituellen Unreinheit nicht betroffen sei. Nach dem Reinigungsritual kehren die Engel wieder. Abschreckend wirken auch Lügen, der Geschlechtsakt und Nacktheit auf die Engel.
Grundsätzlich werden Engel im Islam nicht als unfehlbar verstanden; als gefallene Engel gelten etwa Harut und Marut oder Iblis. Die Vorstellung, Allah habe die Engel mit der Erschaffung Adams auf Neid und Stolz geprüft, findet sich ebenfalls bereits in den Werken früher islamischer Autoren, wie Muhammad al-Bāqir und Tabari. Dennoch bestehen manche Gelehrte des Islams auf der Unfehlbarkeit der Engel. Hasan von Basra gilt als früher Vertreter der Ansicht, die Engel seien zu keiner Missetat fähig. Demgemäß deutete er Harut und Marut als Könige. Doch auch unter der Annahme, ein Engel könne aufgrund gewisser Entscheidungsfreiheit seinen Rang verlieren, bleibt dem Islam die Vorstellung einer Rebellion der Engel fremd.

### Schiitische Vorstellungen
Nach Tradition der Zwölfer-Schia erschuf Gott unter seinem Thron ein Haus, das er al-Bait al-maʿmūr („das bewohnte Haus“, vgl. Sure 52:4) nannte und zu dem die Engel jedes Jahr die Wallfahrt vollziehen. In ähnlicher Weise hat er auch im vierten Himmel ein Haus erschaffen, das er ad-Darrāh genannt hat. Diesem erweisen die Engel Verehrung, indem sie zu ihm hinpilgern und es umkreisen. Die Kaaba in Mekka soll sich genau unter diesem Haus befinden. Von dem sechsten Imam Dschaʿfar as-Sādiq wird die Aussage überliefert: „Wenn ein Stein vom Gottesthron herabgeworfen würde, würde er genau auf das Dach von al-Bait al-maʿmūr fallen. Und wenn ein Stein von al-Bait al-maʿmūr geworfen würde, würde er genau auf das heilige Haus (al-bait al-ḥarām) fallen.“
In der ismailitischen Lehre werden die Sterne und Sphären als Manifestation der Engel betrachtet. Der ismailitische Philosoph Nāsir-i Chusrau betrachtete darüber hinaus die Menschen als „potentielle Engel“. Aufgabe der Propheten, ihrer spirituellen Erben und der Imame sei es, als Vermittler die Menschen durch das offenbarte Buch und die Scharia auf den rechten Weg zu führen und sie so zu wirklichen Engeln zu machen. Jeder, der imstande sei, einen „potentiellen Engel“ (firišta-yi ba-quwwat) zu einem wirklichen Engel zu machen, habe selbst den Rang eines Engels und sei Gottes Stellvertreter auf Erden, so wie es im Koran heiße: „Wenn ich wollte, so würde ich aus euch Engel machen, die Stellvertreter auf Erden sind“ (Sure 43:60). Die Menschen können allerdings nur dann Engel werden, wenn sie den Vermittlern gegenüber gehorsam sind. Wenn sie dagegen ungehorsam sind, werden sie zu Dämonen (Diw).

### Sufistische Interpretationen
Auch der Sufismus schreibt den Engeln die Aufgabe zu, göttliche Botschaften und Visionen zu übermitteln. Da sie, von der irdischen Welt unberührt, über kein Selbst (Nafs) verfügen, handeln sie stets gottgefällig und gelten als Gott besonders nahe. Der Sufi-Scheich ʿAbd al-Karīm al-Dschīlī entwickelt die Vorstellung der Engel als Lichtwesen weiter, indem er sie als aus dem Licht des Propheten Mohammed erschaffen beschreibt. Nach Heydar Amuli, beeinflusst von der metaphysischen Weltanschauung Muhyī d-Dīn Ibn ʿArabīs, seien Engel als Repräsentanten der schönen Namen Gottes erschaffen worden, während die Satane als Repräsentanten der majestätischen und herrischen Namen Gottes gelten. Da die Engel sich Gottes Gegenwart bewusst sind, fehlt ihnen der Wunsch zur Sünde, wogegen der Mensch zwar mit Gottesferne und Versuchungen zu kämpfen hat, dafür aber frei ist, sich aus Liebe für ein frommes Leben zu entscheiden. Nach sufistischer Vorstellung gibt es in der Sphäre der Engel keine Triebe und Leidenschaften, die zur Sünde führen könnten, weshalb sich der Mensch, im Gegensatz zum Engel, weiterentwickeln kann. Meistert er die Entwicklung seines Geistes, erreicht er einen engelsgleichen Zustand, jedoch mit dem Vorzug, eine menschliche Entwicklung vollzogen zu haben. Manchmal erscheinen Engel nach sufistischer Vorstellung den Gläubigen in menschlicher Gestalt. Eine besondere Rolle kommt dabei der Figur Chidr zu, der dem Suchenden ein Lehrer sei, wenn dieser keinen finden könne.

### Salafistische Haltung
Vertreter der salafitischen Interpretation des sunnitischen Islams halten an der Pflicht einer wörtlichen Existenz von Engeln fest und lehnen metaphorische Interpretationen, wie sie beispielsweise von Nasr Hamid Abu Zaid vertreten worden sind, als eine verwerfliche Erneuerung, ab. Gleichzeitig verwerfen salafistische Gelehrte einige in der islamischen Tradition etablierte Vorstellungen als „unislamische“ Isrā'īlīyāt. Darunter die Geschichte der koranisch genannten Engel Harut und Marut und den Namen des Todesengels Asrael. Mitglied der Muslimbrüder und Autor der „Islamisches Glaubensbekenntnis-Serie“ Umar ibn Sulaiman al-Aschqa lehnte nicht nur jene Traditionen selbst ab, sondern auch frühere Gelehrte, die solches Material nutzten.

## Sonstige religiöse Gemeinschaften und Rezeptionen

### Jesiden
Der Engel Melek Taus gilt den Jesiden als einer von sieben Erzengeln.

### Engellehre in der Anthroposophie
Die Anthroposophie knüpft an die aus dem christlichen Mittelalter überlieferte Hierarchienlehre der Engel an. Die Theosophie stellt den Schöpfergott JHWH in die zweite Hierarchie und gibt als sogenannte vierte Triade die Reihenfolge Mensch, Tier, Pflanze, Stein an. Der Mensch soll einmal zur vierten Hierarchie werden, so Rudolf Steiner.

### Der Engel Moroni und das Buch Mormon
Die Kirche Jesu Christi der Heiligen der Letzten Tage („Mormonen“) versteht unter „Engel“ einen Boten Gottes. Dies kann der Geist eines noch nicht geborenen oder schon verstorbenen aber noch nicht auferstandenen Menschen sein, ein Auferstandener, seltener aber auch ein Mensch während seines sterblichen Lebens. Der Engel Moroni soll dem Begründer der Mormonen, Joseph Smith, erschienen sein. Die Kirche Christi mit der Elias-Botschaft geht auf das Buch Mormon zurück. Weiter ist für sie der auferstandene Johannes der Täufer als Engel zwischen 1927 und 1994 zwei Kirchenmitgliedern erschienen und hat „Das Wort des Herrn“ gebracht.

## „Gefallene Engel“
Als „Gefallene Engel“ bezeichnet man jene himmlische Wesen, die als aus den himmlischen Sphären verbannt gelten. Solche Engel hätten dann, je nach Erzählung, verschiedentlich die Gestalt von Teufeln, Satanen, Dämonen oder Menschen angenommen.

### In den Apokryphen
In den Apokryphen wurden, anders als in der späteren christlichen Theologie, gefallene Engel noch nicht mit Dämonen und Satanen gleichgestellt. Dem äthiopisches Henochbuch nach, lehrten die Menschen verbotenes Wissen des Himmels, unter anderem Zauberei und Waffenherstellung, während es sich bei den Dämonen um die Nephilim handelt. Diese seien die Kinder einer geschlechtlichen Beziehung zwischen Frauen und gefallenen Engeln und bringen seither Unheil über die Menschen. Während der Sintflut verstarben ihr menschlicher und körperlicher Teil. Da sie aber zur Hälfte Engel sind, spuken sie als körperlose Dämonen herum. Die Satane wiederum werden mit endzeitlichen Strafengeln identifiziert, die sowohl die sündhaften Menschen, als auch die gefallenen Engel anklagen, selbst aber schon vor der Sünde der Engel als Verführer im Dienste Gottes tätig waren. 

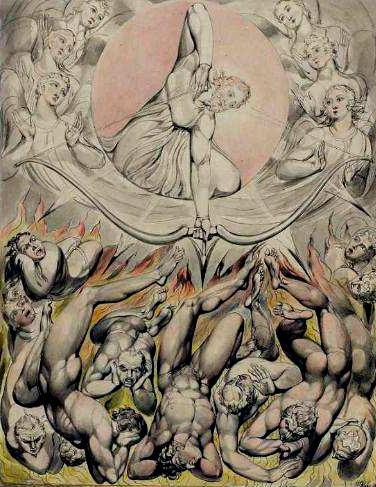
W. Blake: „Bann der rebellierenden Engel“, 1808

### Als Dämonen in der christlichen Lehre
In einem auf biblischem Engelsverstehen aufgebauten Höllenverständnis ist Luzifer, der Höllenfürst, ein gefallener Engel, der sich nicht mehr der göttlichen Herrschaft unterordnen wollte. Er soll ein Kontingent an „gefallenen Engeln“ mit sich genommen haben und diese als Teufel beziehungsweise Satan regieren. Während manche Kirchenväter wie beispielsweise Irenäus von Lyon noch die Trennung zwischen Dämonen und gefallenen Engeln – aus der Henochliteratur – akzeptierten, setzte bereits Origenes diese beiden Geistwesen gleich. Im Laufe des 3. Jahrhunderts verloren die Henochbücher an Einfluss und die Dämonen wurden den „gefallenen Engeln“ gleichgestellt. Als grundlegend für die mittelalterliche christliche Dämonologie gelten die Werke von Augustinus von Hippo, dessen Auffassung nach sich die Engel bei ihrem Fall in Dämonen verwandelten.

### Wirken im Islam
Auch in den Islam hielt die Vorstellung von „gefallenen Engeln“, die sich von den Dämonen (ǧinn) unterscheiden, Einzug. Der Einfluss der Apokryphen wird bei einem im Koran in Sure 2:102 erwähnten Engelspaar Harut und Marut deutlich. Diese lehrten der koranischen Erzählung nach Magie. Muslimische Exegeten erkannten den Ursprung dieser Geschichte in den apokryphen Quellen und identifizierten sie mit den im Hebräischen Henochbuch erwähnten gefallenen Engeln. Dem apokryphen Narrativ folgend, hätte es sich ursprünglich um drei Engel gehandelt, wovon allerdings einer seine Taten bereute und in den Himmel zurückkehren durfte. Die anderen beiden Engel wurden dahingegen auf Erden zurückgelassen.
Der Fall des koranischen Teufels, der den Namen Iblīs trägt, entstammt dahingegen nicht aus der Henochliteratur. Stattdessen reflektiert er die Geschichten aus Leben Adams und Evas. Seine Bitte die Menschen irreleiten zu dürfen, findet dahingegen Parallelen zu Mastema, einem Anklägerengel aus dem Buch der Jubiläen. Beide Satansfiguren werden von Gott darin beschränkt, dass sie die Diener Gottes nicht verführen können.

## Bildliche Darstellungen von Engeln
Engeldarstellungen haben eine lange Tradition und waren vor allem in der christlichen Ikonographie zu finden. Auch in alten Illustrationen aus islamisch geprägten Kulturen wurden Engel abgebildet.
Ein früher Bericht über die bildliche Darstellung von Engeln findet sich im Alten Testament (2 Chr 3,10–13 ; Datum der Niederschrift ca. 5. Jahrhundert vor Chr.). Zwei Engelsskulpturen (Cherubim) schmückten den Tempel Salomos. Größe und Bau werden genau beschrieben, die Engel sind mit Flügeln dargestellt.
Die Darstellung von himmlischen Wesen mit angedeuteten oder tatsächlichen Schwingen findet sich schon in Bildern alt-ägyptischer, in der Regel weiblicher, Gottheiten. In dieser Art werden z. B. Isis und Nephthys dargestellt. Die Flügel sind meist nicht separat am Rücken, sondern in Form von Federreihen an den Armen angesetzt.
Frühchristliche Kunst stellt Engel als Jünglinge und noch ohne Flügel dar. In den Bildern aus dem 3. Jahrhundert in den Priscilla-Katakomben Roms ist der „Bote Gottes“ nur aus dem Kontext der Figuren zu erkennen. Damit wird jede Ähnlichkeit mit den geflügelten Genien der Antike vermieden. Auch wenn durch christliche Schriftsteller dieser Epoche wie Tertullian Engel schon als geflügelte Wesen erwähnt werden, so beginnt die Kunst erst über hundert Jahre später, sie mit Flügeln darzustellen. Meist sind die Engel mit einer weißen Tunika bekleidet.
Auch in der Gotik werden Engel in der abendländischen Kunst als Jünglinge dargestellt. Sie werden unter dem Einfluss byzantinischer Darstellung prachtvoller gekleidet oder tragen den Habit eines Mönchs. Es werden ihnen mächtigere Schwingen gegeben, ein Heiligenschein zeigt ihre Lichtgestalt an. In den Darstellungen zur Apokalypse sind Engel als Helfer beim Weltgericht vor allem in der Spätgotik zu finden, auch Darstellungen der Erzengel als kämpferische Schutzpatrone in zeitgenössischer Rüstung.
In der islamischen Kunst tauchen Engel nicht vor dem 12. Jahrhundert auf. Die ersten bekannten Darstellungen von Engeln finden sich auf Münzen aus Diyarbakır. Auf der Titelseite des Kitāb al-diryāq (1198–9) sind vier Engelsfiguren, tanzend um ein Bild des Mondes, abgebildet. In den ersten Ausgaben von Quazwinis ʿAjāʾib al-makhlūqāt tragen Engel einen abbasidischen Turban und rückt sie somit dem männlichen Geschlecht nahe. Im ilkanischen Iran wurden Engel zum ersten Mal zur Illustration von Geschichten und hagiografischen Texten verwendet. Dabei wurden neue Motive aus dem Osten importiert. Die Kleidung aus Jāmiʿ al-tawārīkh by Rashīd al-Dīn (1318) ähnelt der aus chinesischen Darstellungen der Bodhisattva und den spätantiken Helden der sassanidischen Kunst.
In den vielfältigen Szenen der Renaissance mit der Verkündigung an Maria, die Mutter Jesu oder Weihnachtsszenen werden vor allem der Erzengel Gabriel oder Gruppen lobpreisender Engel dargestellt. Die im Stil der Epoche gemalten Engel sind z. B. durch die Bilder von Giotto und Raffaelo bekannt.
Auch im Barock werden Engel weiter in ihrer Majestät prachtvoll dargestellt, es werden aber auch die auf hellenistische und byzantinische Vorbilder zurückgehende Kinderengel (Putten) sehr populär. Zumindest seit Caravaggio vermischen sich Engeldarstellungen mit der Art, wie schon in der Antike der Liebesgott Eros/Amor abgebildet wurde.
Durch den Einfluss des Zeitalters der Aufklärung trat die Darstellung von Engeln in der Kunst zurück. Ab der zweiten Hälfte des 19. Jahrhunderts finden sich anstelle der traditionellen jünglingshaften Darstellung häufig weibliche Engelsdarstellungen in der bildenden Kunst. Beispiele für Engelsdarstellungen in der modernen Kunst des 20. Jahrhunderts finden sich bei Paul Klee oder bei Ernst Fuchs.

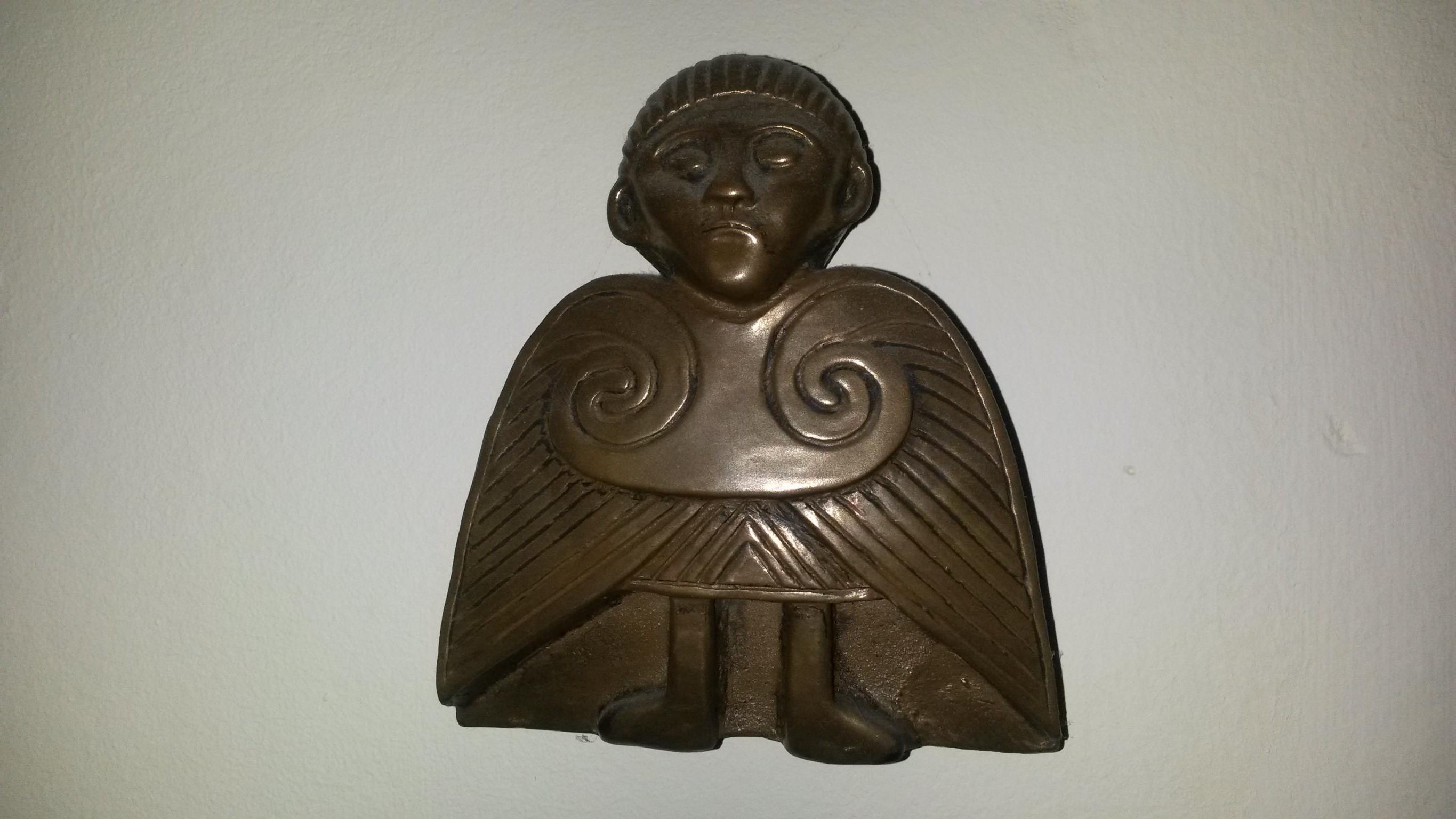
Engelsdarstellung von einem Steinkreuz aus dem 10. Jahrhundert (Clonmacnoise, Irland)
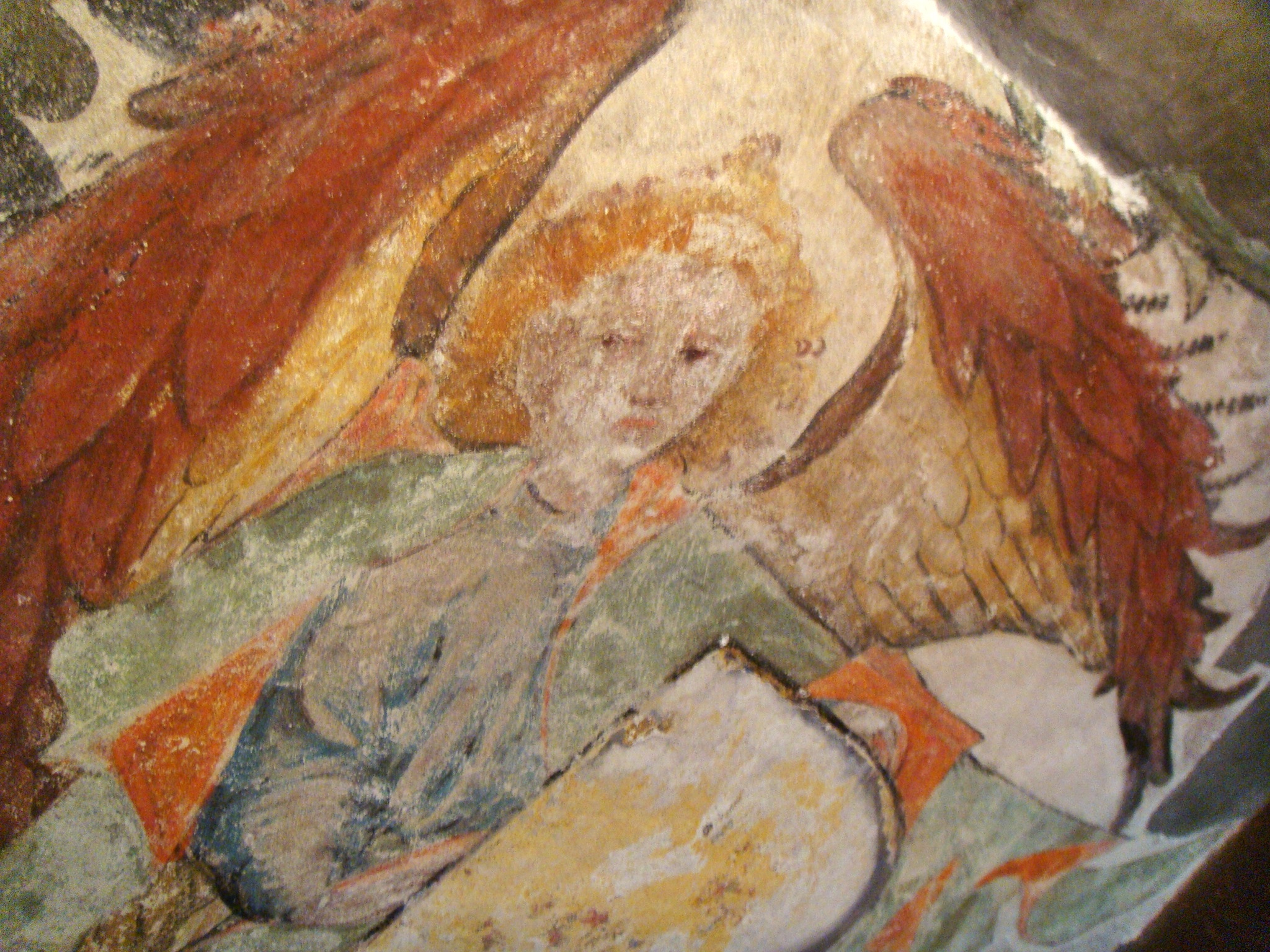
Engel auf einer Deckenmalerei in der Stiftskirche St. Ägidius in Neustadt an der Weinstraße (um 1420)
Grabengel im Sonnenschein – Johannisfriedhof in Dresden

## Filme
- Michael Trabitzsch: Engel und Heilige. Dokumentation, 2014.[57]